# Orpesa
Orpesa (valencianska) (spanska: Oropesa del Mar, officiellt namn: Orpesa/Oropesa del Mar) är en ort och kommun i provinsen Castelló i den autonoma regionen Valencia i östra Spanien. Orten ligger cirka 19 kilometer nordost om Castelló de la Plana. Kommunen har 11 785 invånare (2024), på en yta av 26,55 km².